# Palau d'Osborne
Palau d'Osborne o Osborne House és una antiga residència pertanyent a la família reial britànica a l'illa de Wight. Construït entre 1845 i 1851 per ordre de la reina Victòria I del Regne Unit i del príncep consort Albert de Saxònia-Coburg Gotha. El palau fou dissenyat pel mateix príncep consort i les obres foren executades per Thomas Cubitt. Cubitt també havia construït la façana principal del Palau de Buckingham. A l'emplaçament on se situà el palau ja hi havia una petita casa que s'hagué de demolir.
L'arquitectura neorenaixentista del palau s'inspira en el renaixement italià i com a conseqüència posseeix dues campanilles complerts 
. El palau s'estructurava en dues plantes, mentre la primera era d'ús personal de la reina, la segona era per ús exclusiu de la princesa Beatriu del Regne Unit.
Osborne esdevingué la residència preferida de la reina Victòria al llarg de tota la seva vida i fou precisament en aquest palau on hi morí al mes de gener de 1901. A la mort de la reina, el seu successor, el rei Eduard VII del Regne Unit cedí la casa a l'estat i tan sols la princesa Beatriu hi mantingué una casa de la seva propietat dintre de l'extensa finca. Eduard VII preferí residí a la seva pròpia casa de camp, Sandringham. Osborne House ha despertat estranyes admiracions entre importants personatges històrics, des del kàiser Guillem II de Prússia fins a Adolf Hitler que ordenà que es preservés Osborne dels atacs aeris alemanys al Regne Unit durant la Segona Guerra Mundial.
A partir del 1903 es destinà el Palau a un centre de formació de la Marina britànica. Osborne esdevingué des d'aquell moment una instal·lació militar de prestigi a la qual hi acudiren el rei Eduard VIII del Regne Unit, el rei Jordi VI del Regne Unit i el príncep i duc de Kent, Jordi del Regne Unit. Amb el tancament del Palau com a centre de formació naval passà a constituir-se com un museu i posteriorment com un centre on es retiren membres de l'exèrcit britànic: "King Edward VII Retirement Home for Officers". Avui el principal palau és un museu obert al públic.